# Gabara humeralis
Gabara humeralis är en fjärilsart som beskrevs av Smith 1903. Gabara humeralis ingår i släktet Gabara och familjen nattflyn. Inga underarter finns listade i Catalogue of Life.